# 데이먼 린들로프

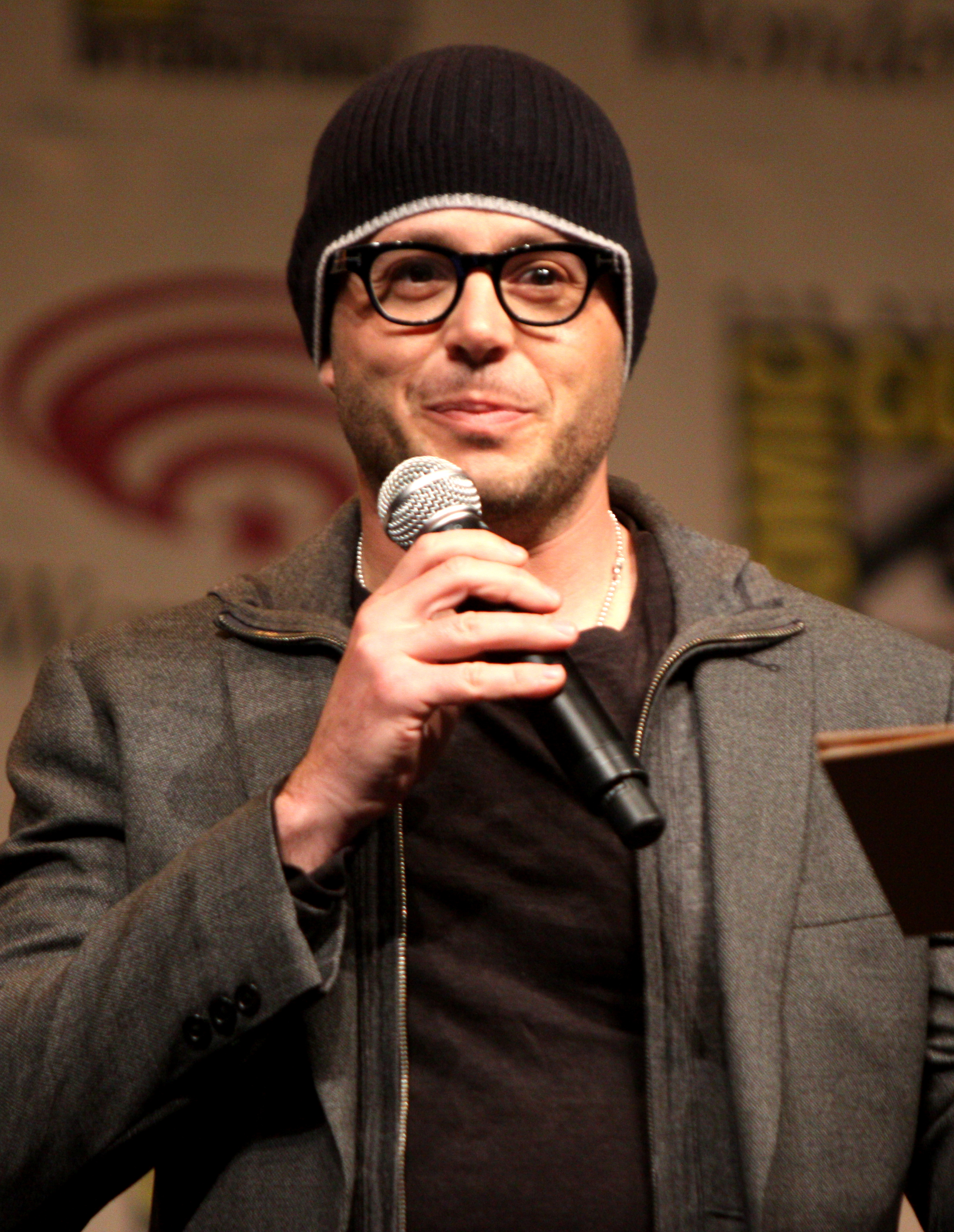
데이먼 린들로프

데이먼 로런스 린들로프(Damon Laurence Lindelof, 1973년 4월 24일 ~ )는 미국의 TV 감독이자 각본가이다. 최근 《로스트》의 감독을 맡은 것으로 잘 알려져 있다. 《크로싱 조던》의 감독이나, 《네시 브릿지》, 《웨스트랜드》의 각본을 맡기도 했으며 그 전에도 파라마운트, 폭스, 랜드 컴퍼니에서 각본 검토를 맡은 적도 있다.

## 작품 목록
- 헌트 (각본, 제작)